# Nación Pachamama

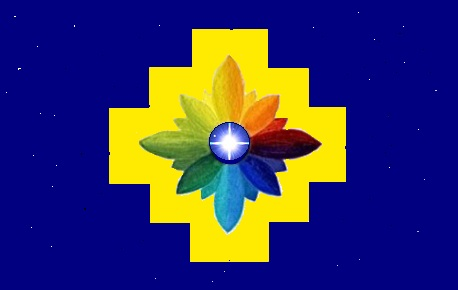
Bandeiranacionpachamama

## Nación Pachamama
A Nación Pachamama, nascida no solstício de inverno de 2012 na praia cearense de Beberibe, no Brasil, trata-se da (re)união dinâmica de  povos e de tradições, com o intento de retornar, conscientemente, à vida grupal, simples, lenta e compassiva.
Por simbolizar um propósito de convergência de consciências, tradições e ações, com vistas ao despertar de homens e mulheres para a cultura da VIDA, não é considerada uma organização.
Busca unir as vozes e corações que acreditam e sentem a necessidade de construir um novo mundo em equilíbrio com as relações entre os seres de Pachamama (Terra), fora do ciclo exploratório e competitivo dos mercados; tem por objetivo valorizar a identidade dos povos, sua cooperação recíproca e integração de acordo com o princípio ‘viver em harmonia’, de modo a que vivamos numa única Nação sem fronteiras, onde o amor seja a linguagem universal.
Propõe um resgate de valores que remetem as antigas tradições originárias da América Latina e também as tradições milenares do Oriente para re-significar os vínculos dos seres humanos entre si e com a natureza, com os demais seres vivos, mediante a recuperação dos sentimentos de unidade da Vida  e de pertinência à Mãe Terra. 
O Movimento Mística Andina lançou essa proposta com o objetivo de disseminar para além da América Latina, essa visão do Cosmos conectada aos saberes e tradições originárias de valorização da vida  e da harmonia dos seres, inclusive os humanos, entre si, e com a natureza, despertando nos homens e mulheres a oportunidade de viver-se numa sociedade livre e solidária, numa única grande família. 
A Nação Pachamama surge de uma inspiração dos avós dos Andes, dos homens e mulheres que nunca deixaram de compreender que precisamos valorizar à Vida como uma Mãe, que ternamente nos provê tudo, e sermos compassivos, respeitosos e ter reciprocidade com ela. A Nação Pachamama não é um movimento político, ainda tenha opinião política; não é um movimento religioso, ainda tenha jeito religioso; não tem fronteiras e margens. A Nação Pachamama é redonda, pois assim, roda e se mexe e muda regularmente de pele, assim nos ensina nossa mãe terra. Somos um movimento que surge do movimento harmônico e equilibrador da mesma Pachamama... aprendemos dos pássaros, das nuvens, da água, do vento, do avô fogo, do bater do coração, dos tambores, e de toda a existência bebemos inspiração. Pois, somos seres humanos sensíveis e preocupados com o que está passando, sem ter uma postura rígida sobre comida, bebida, sexo, religião, raça, política, nem nenhum aspecto do viver humano; estamos claros no rumo e na práxis. Para ali caminhamos, com o coração pleno de esperança, em transformar-nos e inspirar, polinizar, semear bondade com a Vida e suas criaturas, entrega à revolução pacífica de condutas e temperamentos, e paixão por mudar tudo para nossos netos, para que ao olharmos as estrelas, sintamos que nossa vida tem significado e sentido...E sabemos que não seremos nós os que recolheremos o esforço de nossa geração, mas que alegria sentir que estamos cumprindo o sonho dos avós dos Andes, que anelaram um tempo em que as pessoas novamente falarão com amor, com apreço, de Pachamama; um tempo novo, em que os homens e mulheres renovados darão à luz em casa, que andar a pé seja tão bom como andar de carro, e que o entardecer ou amanhecer sejam momentos de religiosidade natural. Esta Nação, este sonho, estamos parindo em nossa vida individual e grupal. Estamos abertos, somos poucos e sem poder algum, mas estamos plenos do pólen dourado do amor à Pachamama e seu cuidado. Somos os forjadores de sonhos e esperança, somos os filhos do fogo sagrado. Lucidor Flores

### Origem do nomeNación Pachamama
O nome denota a integração do Planeta Terra para a afirmação de um novo jeito de viver, em uma nação sem fronteiras, seja sem fronteiras físicas, com a formação de uma comunidade planetária; seja sem fronteiras emocionais e mentais, dentro de cada ser humano, com a erradicação das diversas formas de separatividade e de competitividade.
A Nación Pachamama nasce do sentimento comum de amor, cuidado e devoção a Mãe Terra e compreende todos os seres viventes;  Pachamama, significa Mãe Terra ou Grande Mãe, na língua dos povos quéchua advindos da Cordilheira dos Andes na América Latina.

## História
A Nación Pachamama esteve sempre presente no coração de muitos sonhadores, como dos antepassados (avós, tataravós e assim por diante), por simbolizar a vida em plenitude dos seres humanos, em harmonia com o Planeta Terra, entre si e com todos os seres vivos, numa vivência comunitária, solidária e fraternal.
Ela pode ser simbolizada pelo sonho dos camponeses andinos que consideram sua dependência com a Terra como uma sagrada relação, ou ainda pelos ideais de todos os grandes revolucionários sonhadores como Mahatma Gandhi, Tupac Amaru II, Karl Marx e Engels, Ernesto Che Guevara e Evita Perón, dentre tantos outros.
Encerra, externamente, um ideal de justiça social e ecológica, mas acima de tudo, internamente, a consciência de cada ser humano, livre das próprias amarras limitadoras da vida em plenitude do Ser em amor e liberdade.

## Propósito
Tem entre seus propósitos, consciente de que sozinhos e separados é muito difícil realizar um grande projeto que vise transformar profundamente o modo de sentir, pensar, agir e viver da sociedade, formar uma grande teia, reunir sonhadores, grupos e pessoas que acreditam ser possível transformar o mundo num grande jardim, em que todos os seres vivam em harmonia entre si e com a natureza e a Humanidade se torne uma única grande família.  Um espaço de amor, poesia e respeito entre todos os seres.
A Nación Pachamama busca alimentar a esperança de que se possa impulsionar uma grande ação coletiva, embasada numa profunda percepção do valor da Vida Una e da relação de interdependência harmônica entre os seres vivos, que busque, gradualmente, provocar uma significativa mudança de consciência dos seres humanos.

## Mística Andina
A Mística Andina é um movimento eco-espiritual social oriundo dos saberes ancestrais dos camponeses andinos que considera sagrada a relação entre os seres junto a Mãe Terra (Pachamama).
É uma expressão das tradições espirituais ameríndias, especificamente andina originária de Queros, uma região do Peru onde as pessoas vivem há 5.000 metros de altitude e vivem  numa comunidade familiar.
Este movimento surge do conceito de ayllu (família), por crer que a fonte dos ensinamentos está nas relações humanas. Ela simplifica o aprendizado, a partir da amorosidade e da unidade grupal, pela compreensão simples e suave da existência, aliviando a consciência do excesso de racionalismo e de individualismo. 
Através de seus mestres andinos, os treinamentos e ensinamentos são transmitidos em iniciações ou karpays, na Escola Espiritual mantida pelo Movimento, bem como pela prática espiritual dos 21 dias que busca a desintoxicação física por meio de cuidados alimentares, exercícios físicos e respiratórios, aliados as práticas energéticas para purificação de padrões emocionais e mentais viciosos que levam a depressão, tristeza e insatisfação.

## Flores, Lucidor (2013)
1. ↑  Flores, Lucidor (2013). <http://www.misticaandina.com.br/#!nacin-pachamama/c12gv>. Acessado em 21 de Janeiro de 2013.